# Patrouille de choc
Pour plus de détails, voir Fiche technique et Distribution.
Patrouille de choc, également connu sous le titre Patrouille sans espoir, est un film français réalisé par Claude Bernard-Aubert et sorti en 1957.

## Synopsis
Pendant la guerre d'Indochine, un groupe de soldats français occupe un poste isolé et subit l'assaut des maquisards du Việt Minh.

## Contexte
« Le jour de mes vingt ans, j'ai vu massacrer au coupe-coupe un village entier. C'était Quinh Quang, dans le Nord du Vietnam, et je n'oublierai jamais mon gâteau d'anniversaire »

— Claude Bernard-Aubert, Vingt-cinq ans de cinéma français : parcours croisés 1979-2003, Éditions L'Âge d'Homme, 2005.
Quinh Quang est aussi le nom du village où se situe le début de l'action de son film Charlie Bravo sorti en 1980.

## Fiche technique
- Titre original : Patrouille de choc (titre initial voulu par le réalisateur : Patrouille sans espoir)
- Réalisateur : Claude Bernard-Aubert
- Assistant réalisateur : Guy Labourasse
- Scénario : Claude Bernard-Aubert
- Dialogues : Michel Tauriac
- Photographie : Walter Wottitz
- Musique : Daniel White
- Montage : Gabriel Rongier
- Script-girl : Madeleine Santucci
- Production : Films Ajax
- Pays :  France
- Durée : 90 minutes
- Date de sortie : France - 11 juillet 1957

## Distribution
À l'exception d'Alain Bouvette, les acteurs ne sont pas des professionnels.
- Alain Bouvette : Janin
- Jean Pontoizeau : lieutenant Perrin (doublé par Jean-Claude Michel)
- Maurice Vilbesset : Sergent Magnan
- André Bigorgne : le radio
- ? : Blanchet (doublé par Michel Roux)
- ? : Ardouin, le démineur (doublé par Marcel Bozzuffi)
- André Douay : Le commandant (doublé par Louis Arbessier)
- Vu Thi Ninh : Minh, l'infirmière
- Ha Minh Taï : Lé-Van
- Phan van Ho

Voix :
- Albert Augier
- Claude Bertrand
- Serge Nadaud
- Ky Duyen.
- Danièle George interprète la chanson Amour qu'as-tu fait de moi.

## Tournage
Le tournage s'est déroulé au Viêt Nam du sud, avec du matériel abandonné par l'armée française. Le film est en grande partie postsynchronisé en raison des difficultés du tournage.

## Censure
À l'origine, le titre devait être Patrouille sans espoir. La commission de censure, hostile au ton pessimiste de ce titre et de la fin du film, proposa Patrouille de l'espoir et imposa une conclusion laissant supposer que la garnison n'était pas décimée. Patrouille de choc fut retenu et les modifications de montage effectuées. Ces modifications permirent au film d'obtenir son visa d'exploitation et de sortir en salle malgré une « fin qui dénature totalement le projet initial ».
Une version restaurée sort dans les années 2000, rétablissant le titre original Patrouille sans espoir ainsi que son montage d'origine.

## Distinctions
- Premier grand prix du référendum de Vichy 1957